# 赫泽尔·萨勒
赫泽尔·萨勒（土耳其語：Hızır Sarı，1951年2月19日—），土耳其男子摔跤运动员。他曾代表土耳其参加世界摔跤锦标赛，获得一枚银牌。他也曾参加1972年夏季奥林匹克运动会。